# Grégory Gendrey
Grégory Gendrey, né le 7 octobre 1986, est un footballeur international guadeloupéen évoluant au poste de milieu de terrain offensif ou attaquant.

## Biographie

### Carrière en club
Grégory Gendrey commence sa carrière footballistique avec le club guadeloupéen de l'Evolucas de Petit-Bourg. En juillet 2009, il rejoint le Vannes Olympique Club, par le biais du joueur guadeloupéen Stéphane Auvray. 
Lors du mercato hivernal de la saison 2009-2010, il rejoint l'AFC Compiègne club de CFA. Il joue 30 matches et inscrit 6 buts. En janvier 2011, il rejoint la Belgique et le club du Royal Olympic Club de Charleroi-Marchienne, où dès son premier match, le 30 janvier 2011, il inscrit un but face à Bocholt et finit avec 7 buts à son compteur.  
Le 21 juillet 2011, Grégory Gendrey retourne en France et signe un contrat avec le Paris FC, après un essai concluant d'une semaine. Il y inscrit son 1er but contre le leader du championnat : le SAS Épinal (victoire 6-0). Peu à peu, il devient un élément essentiel de l'équipe. Lors du mercato d'été 2012, il part tenter une expérience en Bulgarie au PFK Etar 1924, qui évolue en 1re division. En 2013, il fait son retour dans son ancien club de Compiègne pour se relancer. Puis il s'engage avec le club de Jura Sud en janvier 2014.
À l'été 2014, il revient en National et signe avec le club de l'Étoile Football Club Fréjus Saint-Raphaël, puis il signe en 2016 avec le Football Club de Chambly Oise. 
En 2021 il fait son retour en Guadeloupe, dans le club de la Solidarité scolaire de Baie-Mahault, avec lequel il est sacré champion de Guadeloupe en 2022. En février 2023 il est en tête du classement des buteurs de R1 guadeloupéenne, avec treize réalisations.

### Parcours en sélection
Grégory Gendrey est membre de l'équipe de Guadeloupe depuis 2008. En 2008 il dispute la Coupe de l'Outre-Mer en Île-de-France. Il joue la Gold Cup en 2009 et 2011 et la Digicel Cup en 2010 et 2012. En 2018 et 2022 il joue la Ligue des nations de la CONCACAF.

## Palmarès
- Finaliste de la Coupe caribéenne des nations en 2010 avec la Guadeloupe.
- Champion de Guadeloupe en 2022 avec la Solidarité scolaire.